# 芹川晴夫の土曜の朝に
芹川晴夫の土曜の朝に（せりかわはるおのどようのあさに）は、YBCラジオでかつて毎週土曜の朝7時から8時55分まで放送していた番組。
松下香織アナ担当の『SATURDAY RADIO HEAVEN 土曜はいっしょに…。』と同じく、放送開始は2000年（平成12年）4月8日。前身番組は『芹川晴夫の土曜生生（いきいき）ランド～5時間ですよ』で、その前半部分。パーソナリティーは元YBCアナで現在は同局キャスターの芹川晴夫。
『土曜生生ランド』時代から流している、YBC流川柳、略して「Y川（わいせん）」のコーナーが主に好調であった。
この番組はABCテレビ『おはようワイド・土曜の朝に』とタイトルは似ているが、これは『おはようワイド─』の放送が終わって、YBCの営業マン・編成マンが「他局で終わった番組のタイトルを借用できたら」という思いで、ABCからの了解をもらい、使用を認めた、という逸話があるらしい。（ちなみに『おはようワイド-』はYBCテレビでも放送していた）
2007年（平成19年）3月31日終了。同年4月7日からは新番組『陣内倫洋の土曜モー!』（読み:じんないともひろのどよもー!）がスタートした。

## 関連番組
- SATURDAY RADIO HEAVEN 土曜はいっしょに…。（8:55からのテレマートラジオショッピングをはさんで、すぐ後にオンエア）

| YBCラジオ 土曜朝のワイド番組 (2000.04.08～2007.03.31)                                  | YBCラジオ 土曜朝のワイド番組 (2000.04.08～2007.03.31) | YBCラジオ 土曜朝のワイド番組 (2000.04.08～2007.03.31) |
| 前番組                                                                                 | 番組名                                                | 次番組                                                |
| -------------------------------------------------------------------------------------- | ----------------------------------------------------- | ----------------------------------------------------- |
| "人間って素晴らしい" 芹川晴夫の土曜生生(いきいき)ランド ～5時間ですよ （07:00～12:00） | 芹川晴夫の土曜の朝に                                  | 陣内倫洋の土曜モー!                                   |